# Jonathan Banks
Jonathan Banks, född 31 januari 1947 i Washington, D.C., är en amerikansk skådespelare. Banks är bland annat känd för sin roll som Mike Ehrmantraut i den kritikerrosade TV-serien Breaking Bad, en roll som han repriserar i spinoffen Better Call Saul.

## Biografi

### Uppväxt
Banks föddes i Washington, D.C. Hans mor, Elena (Adams) Banks, arbetade för CIA och var professor vid Indiana University. Han studerade på Indiana University, där han var klasskamrat till Kevin Kline. Under den tiden medverkade de i en produktion av Tolvskillingsoperan tillsammans.  Banks hoppade av universitetet för att följa med ett turnerande företag som scenchef. Han åkte till Australien med företaget och fortsatte att arbeta med dem där.

### Karriär
År 1974 flyttade Banks till Los Angeles, Kalifornien och skådespelade på scenen innan han började gå över till TV. Hans mest kända filmroller är de han hade i 48 timmar och Snuten i Hollywood. Andra filmroller inkluderar framträdanden i Armed and Dangerous, Buckaroo Banzai, Freejack, Flipper, Titta vi flyger, Gremlins,  Murder Me, Murder You, Under belägring 2, och Identity Thief. Banks stora genombrott i TV kom 1987 med serien Wiseguy, där han spelade Frank McPike i fyra år, en roll som ledde till en Primetime Emmy Award-nominering.  Även om hans karaktär främst var hjältens mentor, blev McPike ibland hjälte själv. År 1981 framträdde han som Dutch Schultz på NBC-serien The Gangster Chronicles  Han medverkade också i den kortlivade science fiction-serien Otherworld, som Kommander Nuveen Kroll, och i sitcomen Fired Up.
I andra säsongen av Breaking Bad medverkade Banks som Mike Ehrmantraut. Han blev befordrad till huvudroll inför tredje, fjärde och femte säsongen. För femte säsongen fick han en Primetime Emmy Award-nominering för bästa manliga biroll i en dramaserie. Han gjorde också gästspel i TV-program som Alias, CSI, Castle, Day Break, Designing Women, Dexter, Highlander, Hunter, Matlock, Seaquest DSV, Star Trek: Deep Space Nine, Women of the House, Walker, Texas Ranger, Cityakuten, Cold Case, Shark, Modern Family, CSI: Miami, Lie to Me, 2 1/2 män, Vegas och Parks and Recreation. År 2014 hade han en återkommande roll som Buzz Hickey i den femte säsongen av NBC sitcom Community.  Banks repriserar sin roll som Mike Ehrmantraut i Breaking Bad-spinoffen Better Call Saul

### Privatliv
Banks är trefaldigt gift och har en dotter och tvillingar.

## Filmografi (i urval)

### Filmer
| År   | Titel                                                      | Roll                    | Notering |
| ---- | ---------------------------------------------------------- | ----------------------- | -------- |
| 1976 | The Macahans                                               | Woodward                | TV-film  |
| 1977 | Alexander: The Other Side of Dawn                          | Michael                 | TV-film  |
| 1978 | Coming Home                                                | Militär på fest         |          |
| 1978 | The Cheap Detective                                        | Taxichaufför            |          |
| 1978 | Who'll Stop the Rain                                       | Militär                 |          |
| 1979 | She's Dressed to Kill                                      | Rudy Striker            | TV-film  |
| 1979 | The Rose                                                   | TV-värd                 |          |
| 1980 | Desperate Voyage                                           | Louis                   | TV-film  |
| 1980 | Titta vi flyger                                            | Gunderson               |          |
| 1980 | Dårfinkarna                                                | Jack Graham             |          |
| 1981 | Gangster Wars                                              | Dutch Schultz           |          |
| 1982 | Frances                                                    | Liftare                 |          |
| 1982 | 48 Hrs.                                                    | Algren                  |          |
| 1983 | The Invisible Woman                                        | Darren                  | TV-film  |
| 1983 | Murder Me, Murder You                                      | Janos Saracen           | TV-film  |
| 1984 | Gremlins                                                   | Deputy Brent            |          |
| 1984 | Nadia                                                      | Gheorge Comaneci        | TV-film  |
| 1984 | The Adventures of Buckaroo Banzai Across the 8th Dimension | Vakt på Lizardo Sjukhus |          |
| 1984 | Beverly Hills Cop                                          | Zack                    |          |
| 1986 | Robot nr 5                                                 | Ray Olson               | TV-film  |
| 1986 | Assassin                                                   | Earl Dickman            | TV-film  |
| 1986 | Armed and Dangerous                                        | Clyde Klepper           |          |
| 1986 | Who's Julia                                                | Jack Bodine             | TV-film  |
| 1987 | Cold Steel                                                 | Iceman                  |          |
| 1992 | Freejack                                                   | Michelette              |          |
| 1992 | There Goes the Neighborhood                                | Handsome Harry          |          |
| 1993 | Blind Side                                                 | Aaron                   | TV-film  |
| 1993 | Boiling Point                                              | Max Waxman              |          |
| 1994 | Walker Texas Ranger 3: Deadly Reunion                      | Shelby Valentine        |          |
| 1995 | Under Siege 2: Dark Territory                              | Scotty                  |          |
| 1996 | Flipper                                                    | Dirk Moran              |          |
| 1999 | Let the Devil Wear Black                                   | Satch                   |          |
| 1999 | Foolish                                                    | Numbers                 |          |
| 1999 | Trash                                                      | Judge Callum            |          |
| 2001 | Crocodile Dundee i Los Angeles                             | Milos Drubnik           |          |
| 2001 | Proximity                                                  | Price                   |          |
| 2002 | Dark Blue                                                  | James Barcomb           |          |
| 2006 | Puff, Puff, Pass                                           | Lance                   |          |
| 2007 | Vänner för livet                                           | Stelter                 |          |
| 2008 | Proud American                                             | Mr. Moretti             |          |
| 2012 | Watercolor Postcards                                       | Ledball                 |          |
| 2013 | Identity Thief                                             | Paolo                   |          |
| 2013 | Roar                                                       | Bernie Warren           | Kortfilm |
| 2014 | Bullet                                                     | Carlito Kane            |          |
| 2014 | Authors Anonymous                                          | David Kelleher          |          |
| 2014 | Horrible Bosses 2                                          | Detektiv Hatcher        |          |
| 2016 | Term Life                                                  | Harper                  |          |
| 2018 | The Commuter                                               | Walt                    |          |
| 2018 | Superhjältarna 2                                           | Rick Dicker             | Röstroll |
| 2019 | El Camino: A Breaking Bad Movie                            | Mike Ehrmantraut        |          |

### TV-serier
| År        | Titel                          | Roll                          | Notering                                      |
| --------- | ------------------------------ | ----------------------------- | --------------------------------------------- |
| 1976      | Barnaby Jones                  | Vince Gentry                  | Avsnitt: "Dead Heat"                          |
| 1977      | Family                         | Attendant                     | Avsnitt: "Taking Chances: Part I"             |
| 1977      | Barnaby Jones                  | Bilförsäljare                 | Avsnitt: "Duet for Dying"                     |
| 1977      | Carter Country                 | Bob Phillips                  | Avsnitt: "The Fireside Burnside Budget Chat"  |
| 1979      | Lou Grant                      | Clay Starkes                  | Avsnitt: "Kidnap"                             |
| 1979      | The Waltons                    | Jeb Sanders                   | Avsnitt: "The Wager"                          |
| 1979      | Lou Grant                      | Cyrus                         | Avsnitt: "Sweep"                              |
| 1980      | Lilla huset på prärien         | Jed                           | Avsnitt: "Darkness Is My Friend"              |
| 1981      | Lou Grant                      | Inkräktare                    | Avsnitt: "Rape"                               |
| 1981      | Sanford                        | Al                            | Avsnitt: "Cal the Coward"                     |
| 1981      | The Gangster Chronicles        | Dutch Schultz                 | 13 avsnitt                                    |
| 1981      | Best of the West               | Hombre                        | 2 avsnitt                                     |
| 1982      | Report to Murphy               | Vinny                         | Avsnitt: "Papillon"                           |
| 1982      | T.J. Hooker                    | Danny Scott                   | Avsnitt: "The Witness"                        |
| 1983      | T.J. Hooker                    | Freddy Baker                  | Avsnitt: "The Hostages"                       |
| 1983      | Hill Street Blues              | Reggie                        | 2 avsnitt                                     |
| 1984      | Jessie                         | Ernie Ross                    | Avsnitt: "Pilot"                              |
| 1984      | Cagney & Lacey                 | Keith Edsin                   | Avsnitt: "Old Debts"                          |
| 1985      | Otherworld                     | Kommander Nuveen Kroll        | 8 avsnitt                                     |
| 1985      | Hunter                         | Detective Gary Krewson        | Avsnitt: "The Big Fall"                       |
| 1987      | Falcon Crest                   | Kolinksi                      | 8 avsnitt                                     |
| 1987      | Designing Women                | Eldon Ashcroft IV             | Avsnitt: "101 Ways to Decorate a Gas Station" |
| 1987–1990 | Wiseguy                        | Frank McPike                  | 74 avsnitt                                    |
| 1993      | Star Trek: Deep Space Nine     | Shel-la                       | Avsnitt: "Battle Lines"                       |
| 1994      | Highlander                     | Mako                          | Avsnitt: "Under Colour of Authority"          |
| 1994      | Matlock                        | Jack Starling                 | Avsnitt: "The P.I."                           |
| 1994      | Walker, Texas Ranger           | Shelby Valentine              | Avsnitt: "Deadly Reunion"                     |
| 1994      | Tales from the Crypt           | William                       | Avsnitt: "The Assassin"                       |
| 1995      | Due South                      | Garret                        | Avsnitt: "Heaven and Earth"                   |
| 1995      | Women of the House             | Jim Sugarbaker                | 2 avsnitt                                     |
| 1994–1995 | SeaQuest 2032                  | Maximillian Scully            | 2 avsnitt                                     |
| 1996      | Diagnosis: Murder              | Max Jupe                      | Avsnitt: "Murder by Friendly Fire"            |
| 1997–1998 | Fired Up                       | Guy Mann                      | 28 avsnitt                                    |
| 2000      | Diagnosis: Murder              | Bruce Locatelli               | Avsnitt: "Murder by Remote"                   |
| 2000–2001 | The Trouble With Normal        | Dr. Lowell                    | 2 avsnitt                                     |
| 2001      | The District                   | Monya Pastov                  | Avsnitt: "Fools Russian: Part I"              |
| 2003      | Alias                          | Frederick Brandon             | 2 avsnittr                                    |
| 2003      | Strong Medicine                | Frank Hardwyck                | Avsnitt: "Skin"                               |
| 2004      | Joan of Arcadia                | Sheriff Mike Rakowski         | Avsnitt: "Jump"                               |
| 2004–2006 | CSI: Crime Scene Investigation | Bobby Jensen                  | 2 avsnitt                                     |
| 2005      | E-Ring                         | Adm. Cooper                   | 4 avsnitt                                     |
| 2006      | Ghost Whisperer                | Lyle Chase                    | Avsnitt: "Friendly Neighborhood Ghost"        |
| 2006      | Brottskod: Försvunnen          | Sal Marcello                  | Avsnitt: "Check Your Head"                    |
| 2006–2007 | Day Break                      | Shadow Man                    | 7 avsnitt                                     |
| 2007      | Dexter                         | FBI Deputy Director Max Adams | 2 avsnitt                                     |
| 2008      | Cityakuten                     | Robert Truman                 | Avsnitt: "Atonement"                          |
| 2008      | Shark                          | Jason Normandy                | 2 avsnitt                                     |
| 2008      | Life                           | Nathan Gray                   | Avsnitt: "Crushed"                            |
| 2008      | Eli Stone                      | Agent Johnathan Maine         | Avsnitt: "Owner of a Lonely Heart"            |
| 2009      | Lie to Me                      | Ex-FBI Agent Bitcher          | Avsnitt: "Sacrifice"                          |
| 2009      | Cold Case                      | John Clark                    | Avsnitt: "Jackals"                            |
| 2009      | Castle                         | Bruce Kirby                   | Avsnitt: "Hell Hath No Fury"                  |
| 2009–2012 | Breaking Bad                   | Mike Ehrmantraut              | 25 avsnitt                                    |
| 2011      | Modern Family                  | Donnie Pritchett              | Avsnitt: "The Musical Man"                    |
| 2011      | Two and a Half Men             | Pawn Broker                   | Avsnitt: "A Fishbowl Full of Glass Eyes"      |
| 2011      | CSI: Miami                     | Oscar Duarte                  | Avsnitt: "Long Gone"                          |
| 2012      | Ringer                         | Remy Osterman                 | 2 avsnitt                                     |
| 2012      | Parks and Recreation           | Steve Wyatt                   | Avsnitt: "Ben's Parents"                      |
| 2012      | Vegas                          | Angelo LaFlatta               | 2 avsnitt                                     |
| 2013      | Body of Proof                  | Glenn Fitz                    | Avsnitt: "Daddy Issue"                        |
| 2013      | Axe Cop                        | Bokpolis (Röst)               | 3 avsnitt                                     |
| 2014      | Community                      | Buzz Hickey                   | 11 avsnitt                                    |
| 2014      | Mike Tyson Mysteries           | Trollkarlen (Röst)            | Avsnitt: "Is Magic Real?"                     |
| 2015–2022 | Better Call Saul               | Mike Ehrmantraut              | Spinoff till Breaking Bad                     |
| 2015      | The Expanse                    | Executive Officer             |                                               |
| 2016–2018 | Skylanders Academy             | Eruptor                       | Röstroll                                      |
| 2024      | Constellation                  | Henry/Bud Caldera             |                                               |
| 2025      | Invincible                     | Brit                          | Röstroll                                      |
| 2025      | Phineas & Ferb                 | Driving Instructor            | Röstroll                                      |

## Priser och nomineringar
| År   | Pris                              | Kategori                                  | Nominerad för | Resultat  |
| ---- | --------------------------------- | ----------------------------------------- | ------------- | --------- |
| 1989 | Primetime Emmy Awards             | Bästa biroll i dramaserie                 | Wiseguy       | Nominerad |
| 2012 | Screen Actors Guild Awards        | Bästa prestation av ensable i dramaserie  | Breaking Bad  | Nominerad |
| 2013 | Critics' Choice Television Awards | Bästa biroll i drama                      | Breaking Bad  | Nominerad |
| 2013 | Primetime Emmy Awards             | Bästa biroll i drama                      | Breaking Bad  | Nominerad |
| 2013 | Saturn Awards                     | Bästa biroll i serie                      | Breaking Bad  | Vann      |
| 2013 | Screen Actors Guild Awards        | Bästa prestation av ensemble i dramaserie | Breaking Bad  | Nominerad |